# Попов, Фёдор Ульянович
Попов Фёдор Ульянович (20 июня 1929, Новосибирская область — 13 марта 1996, Кривой Рог, Днепропетровская область) — советский и украинский учёный в области горного дела. Кандидат технических наук (1971). Лауреат премии Совета Министров СССР (1974) и Государственной премии СССР (1981).

## Биография
Родился 20 июня 1929 года на территории нынешней Новосибирской области.
В 1951 году окончил Днепропетровский горный институт. В 1951—1956 годах — начальник цеха, главный инженер обогатительной фабрики «Висмут» (ГДР).
В 1956—1996 годах — старший инженер, руководитель группы, главный инженер института «Механобрчермет» (Кривой Рог).
Умер 13 марта 1996 года в городе Кривой Рог Днепропетровской области.

## Научная деятельность
Специалист в области обогащения полезных ископаемых. Автор 30 научных работ, 28 свидетельств.
Внёс существенный вклад в развитие горной отрасли, составил проекты обогатительных фабрик общей мощностью 100 млн тонн.

## Награды
- Государственная премия СССР (1981);
- Премия Совета Министров СССР (1974);
- Орден Трудового Красного Знамени;
- Орден «Знак Почёта».